# اکودیا
اکودای (به انگلیسی: Akodia) یک منطقهٔ مسکونی در هند است که در مادایا پرادش واقع شده است.

## خصوصیات
اکودای ۱۰٬۴۲۱ نفر جمعیت دارد و ۴۵۸ متر بالاتر از سطح دریا واقع شده است.